# Max Streib
Max Streib (1912. december 20. – 1989. november 1.) olimpiai bronzérmes svájci kézilabdázó.
Részt vett az 1936. évi nyári olimpiai játékokon, amit Berlinben rendeztek. A kézilabdatornán játszott, és a svájci válogatott tagjaként bronzérmes lett.